# 阮載績
阮載績（越南语：／，1864年—1913年），越南阮朝官員。

## 身世
阮載績是山西省廣威府不拔縣溪上總溪上社（今屬河內市巴位縣山陀社溪上村）人，祖籍青池縣姜亭總金縷社（今屬河內市黃梅郡大金坊金縷村）。他的祖先阮公宷是後黎朝重臣。黎末時，阮公宿為避亂，遷居不拔縣溪上社。父親阮名繼是阮朝舉人，近代詩人傘沱則是他的幼弟。阮朝重臣阮仲合出自金縷社，是他的族伯。

## 生平
阮載績生於嗣德十七年（1864年）。成泰六年（1894年），參加河南場鄉試，考中舉人。次年（1895年），阮載績會試中格，庭試考中副榜。阮載績初在北圻統使府修書所任職，後出任永安督學。維新七年（1913年），阮載績在任上去世。